# A Kind of Magic (노래)
〈A Kind of Magic〉은 영국의 록 밴드 퀸이 부른 1986년 음반 《A Kind of Magic》의 타이틀곡이다. 이 노래는 이 밴드의 드러머인 로저 테일러가 영화 《최후의 하이랜더》를 위해 썼다. 이 싱글은 영국 싱글 차트 3위, 유럽 여러 나라에서 10위, 미국 빌보드 핫 100에서 42위에 올랐다. 이 곡은 이 밴드의 컴필레이션 음반, 《Greatest Hits II》, 그리고 《Classic Queen》의 오프닝 곡이다.

## 녹음

### 구성
로저 테일러가 이 곡을 작곡했는데, 이것은 원래 영화 《최후의 하이랜더》에 등장했다. 브라이언 메이는 이 오리지널 버전을 "상당히 활기차고 무겁다"고 설명했다. 음반 버전을 위해 프레디 머큐리는 새로운 베이스 라인을 만들고, 기악 브레이크를 추가했으며, 차트를 더 친근하게 만들기 위해 곡의 순서를 변경했다. 머큐리와 데이비드 리처즈가 이 새로운 버전을 제작했다.
2017년 9월 라디오 인터뷰에서 크리스 리아는 노래가 열리는 손가락 클릭을 했다고 주장했다.

## 라이브 퍼포먼스
이 곡은 프레디 머큐리가 사망하기 전 퀸의 마지막 투어임을 증명한 같은 해 Magic Tour에서 라이브로 가장 인기 있는 곡이었다.
테일러는 종종 그 노래를 솔로 세트 리스트에 포함시켰고, 그의 밴드 더 크로스와 함께 했던 것들도 포함시켰다. The Rock the Cosmos Tour의 유럽에서, 테일러는 일부 콘서트에서 그 노래의 리드 보컬을 맡았다.

## 인증
| 국가                                                            | 인증     | 판매량/출하량 |
| --------------------------------------------------------------- | -------- | ------------- |
| 브라질 (Pro-Música Brasil)                                      | 플래티넘 | 60,000*       |
| 이탈리아 (FIMI) sales since 2009                                | 골드     | 35,000        |
| 영국 (BPI) sales since 2011                                     | 플래티넘 | 600,000       |
| *판매량을 기반으로 한 인증 · 판매량+스트리밍을 기반으로 한 인증 |          |               |